# 蒂济 (夏朗德省)
蒂济（法語：Tuzie，法語發音：[tyzi]）是法国夏朗德省的一个旧市镇，属于孔福朗区。2019年1月1日，蒂济同维勒加并入市镇库尔科姆。

## 地理
蒂济（45°58'32"N, 0°9'27"E）面积2.43 平方千米，位于法国新阿基坦大区夏朗德省，该省份为法国西部内陆省份，北起德塞夫勒省和维埃纳省，东临上维埃纳省，东南至多尔多涅省，南至多爾多涅省，西接滨海夏朗德省。
与蒂济接壤的市镇（或旧市镇、城区）包括：沙尔梅、萨勒德维勒法尼昂、维勒加、库尔科姆。

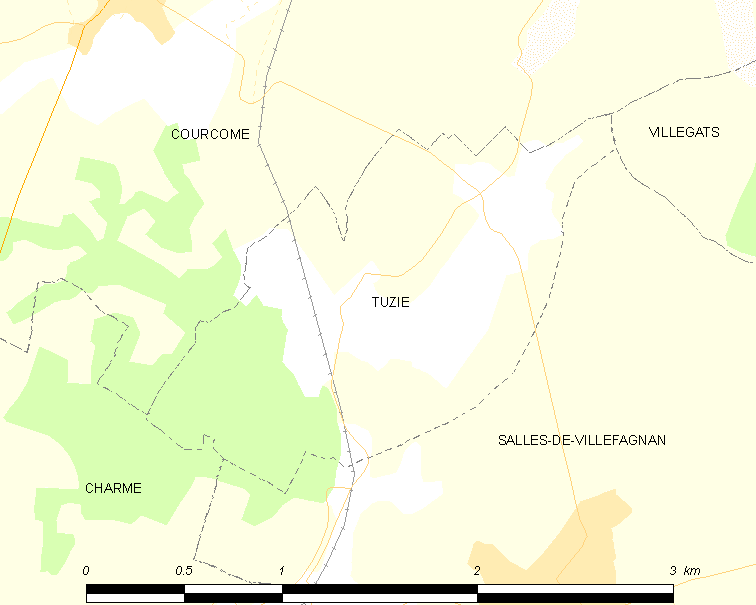
的OSM定位图

蒂济的时区为UTC+01:00、UTC+02:00（夏令时）。

## 行政
蒂济的邮政编码为16700，INSEE市镇编码为16391。

## 政治
蒂济所属的省级选区为夏朗德北县。

## 人口

1962-2008年间人口变化图示

蒂济于2018年1月1日时的人口数量为184人。